# Rachel Félix
Élisabeth-Félice Rachel, ismertebb nevén egyszerűen Rachel (Mumpf, 1821. február 21. – Le Cannet, 1858. január 3.) francia színésznő.
Élisa Félix néven született a svájci Mumpfban (Aargau kanton). 1830 körül érkezett Párizsba, ahol színjátszást és éneket tanult. 1837-ben lépett fel először, és ezt követően vette fel a Rachel művésznevet. Nagy sikerekkel lépett fel Európa fővárosaiban Jean Racine, Voltaire, Pierre Corneille, Eugène Scribe darabjaiban. Charlotte Brontë Villette című regényének Vashti nevű szereplőjét Rachel ihlette, akinek Brontë látta egy alakítását Londonban.
Róla kapta nevét az egyik kötőgép (raschel-gép, így, sch-val, mert a szóban forgó gépet Németországban készítették!), amelynek termékét ő népszerűsítette.